# Franjo Haller
Franjo grof Haller (1796. – 1875.), mađarski političar austrijskog podrijetla, hrvatski ban od 1842. do 1845. godine.
Banom je imenovan 16. lipnja 1842., naslijedivši namjesnika banske časti biskupa Jurja Haulika. Suzbijao ilirski pokret. Odstupio je nakon krvoprolića na Markovu trgu u Zagrebu 29. srpnja 1845. (Srpanjske žrtve), a namjesnikom banske časti ponovno je postao biskup Haulik.

## Vanjske poveznice
- Franz grof Haller, general i ban, rođen u ugarskom Erdelju, austrijskog je podrijetla (Austrijski biografski leksikon)

| Političke dužnosti       | Političke dužnosti         | Političke dužnosti       |
| ------------------------ | -------------------------- | ------------------------ |
| prethodnik Franjo Vlašić | Hrvatski ban 1842. – 1845. | nasljednik Josip Jelačić |